# Бутапјетра
Бутапјетра (итал. Buttapietra) је насеље у Италији у округу Верона, региону Венето.
Према процени из 2011. у насељу је живело 4199 становника. Насеље се налази на надморској висини од 36 м.

## Становништво
| 1951. | 1961. | 1971. | 1981. | 1991. | 2001. | 2011. |
| ----- | ----- | ----- | ----- | ----- | ----- | ----- |
| 3.447 | 3.345 | 3.389 | 4.018 | 4.445 | 5.801 | 6.867 |